# Caravan Palace (album)
Caravan Palace è stato il disco di debutto del gruppo musicale francese Caravan Palace, pubblicato nel 2008 dalla Wagram Music.

## Il disco
Caravan Palace è il primo disco realizzato dall'omonimo gruppo electro-swing francese. L'album, uscito anche in Belgio e in Svizzera, oltre al solito formato CD, è anche stato pubblicato in versione limitata in formato vinile. Inoltre come sempre più spesso avviene, è stato venduto in versione digitale attraverso store online come quello di iTunes, Amazon.com e quello della Fnac. 
L'album ha avuto un discreto successo in patria arrivando all'undicesimo posto degli album più venduti nell'agosto del 2009 e rimanendo in classifica per oltre 55 settimane. Dai brani Jolie Coquine e Suzy sono stati estratti due singoli, usciti rispettivamente nel 2008 e nel 2009.

## Tracce
1. Dragons - 4:05 (Charles Delaporte, Arnaud de Bosredon Combrailles, Hugues Payen de la Garanderie, Marc Tilleke)
2. Star Scat - 3:50 (de Bosredon, Delaporte, Payen )
3. Ended With the Night - 5:00 (Payen, Sonia Fernandez Velasco - de Bosredon, Delaporte, Payen)
4. Jolie Coquine - 3:46 (Alexis Blas, Velasco, Payen - Blas, Velasco, Payen, Delaporte, de Bosredon)
5. Oooh - 1:49 (de Bosredon, Delaporte, Payen)
6. Suzy - 4:07 (Mathilde Ferry - de Bosredon, Delaporte, Payen)
7. Je m'amuse - 3:34 (Payen, Aurelien Trigo - de Bosredon, Delaporte, Antoine Toustou, Payen, Trigo)
8. Violente Valse - 3:35 (de Bosredon, Delaporte, Payen)
9. Brotherswing - 3:41 (Payen, Velasco, Trigo - de Bosredon, Delaporte, Payen, Velasco, Trigo)
10. L'envol - 3:46 (de Bosredon, Delaporte, Payen)
11. Sofa - 0:51 (de Bosredon, Delaporte, Payen)
12. Bambous - 3:14 (de Bosredon, Delaporte, Payen)
13. Lazy Place - 3:57 (de Bosredon, Delaporte, Payen)
14. We Can Dance - 4:23 (Payen, Velasco - de Bosredon, Delaporte, Payen, Velasco)
15. La Caravane - 5:05 (Caravan Palace)[8]

## Formazione
- Charles Delaporte (Carlos) - contrabbasso, sintetizzatore
- Arnaud Vial - chitarra
- Hugues Payen - violino
- Sonia Fernandez Velasco alias Colotis Zoé - voce
- Antoine Toustou - trombone, sintetizzatore
- Camille Chapellière o Chapi - clarinetto